# Кандель, Шмуэль
Шмуэль Кандель (англ. Shmuel Kandel; ивр. שמואל קנדל‎; 1951, Тель-Авив, Израиль — 16 января 2007, Тель-Авив, Израиль) — израильский экономист, профессор экономики и декан факультета менеджмента Тель-Авивского университета.

## Биография
Шмуэль родился в 1951 году в Тель-Авиве. После окончания средней школы стал актером в театре Беэр-Шева. Занимал должность директора волонтерской игровой студии «Ниссан Трейл».
Шмуэль Кандель получил в 1981 году степень магистра искусств и в этом же году степень магистра философии в Йельском университете. В 1983 году был удостоен докторской степени по менеджменту в Йельском университете.
Преподавательскую деятельность начал в качестве ассоциированного профессора в Высшей школе бизнеса Чикагского университета в 1983—1988 годах. Затем преподавал в качестве профессора финансов с 1988 года, был заведующим кафедрой имени Мориса и Гертруды Дейч в 1996—1999 годах, деканом факультета менеджмента в 1999—2003 годах Тель-Авивского университета. Был директором Центра высших исследований и исследований в области страхования имени Эрхарда.
Шмуэль Кандель был приглашённым профессором финансов Уортонской школы бизнеса при Пенсильванском университете в 1990—2007 годах, был редактором журнала The Review of Financial Studies в 1994—1996 годах и «The Journal of Empirical Finance» с 1993—2007 годах. Был консультантом Банка Израиля и на Тель-Авивской фондовой бирже, служил старшим консультантом в комитете по государственным пенсиям в Министерстве финансов Израиля, был председателем комитета по инвестициям First International Bank of Israel в 2003—2007 годах.
Шмуэль Кандель умер после непродолжительной борьбы с раком 16 января 2007 года.
Семья
Шмуэль Кандель женился на Аннет, у него остались трое сыновей.
Память
В 2008 году SUWFC учредила ежегодную премию выдающемуся аспиранту в области финансовой экономики в память Шмуэля Канделя.
В 2007 году Американская финансовая ассоциация учредила премию имени Шмуэля Канделя за достижения в области финансовой экономики.

## Вклад в науку
Шмуэль Кандель критиковал рейтинги акций от Value Line и отмечал в статье «Эффективность рынка и рейтинг Value Line» от 1990 года, что более высокие доходы по позициям инвестиционного портфеля на основе рейтинга Value Line нужно рассматривать как компенсацию за более высокий системный риск, связанный с этими акциями.

## Награды
За свои достижения в области экономики был удостоен рядом наград:
- 1978 — приз Нимрода Лапида от кафедры статистики Тель-Авивского университета,
- 1988 — стипендия Аллона,
- 1988 — стипендия Batterymarch,
- 1996 — приз Смит-Бридена[англ.] от журнала The Journal of Finance[англ.] за статью «Прогнозируемость доходности акций: перспективы размещение активов».